# (38330) 1999 RN130
1999 RN130 (asteroide 38330) é um asteroide da cintura principal. Possui uma excentricidade de 0.16639400 e uma inclinação de 2.41695º.
Este asteroide foi descoberto no dia 9 de setembro de 1999 por LINEAR em Socorro.